# Ramzi Maqdisi
Ramzi Maqdisi, né en 1980 à Jérusalem, est un acteur et réalisateur palestinien.

## Biographie
Diplômé du Tel Aviv Performing Arts Center, il étudie les arts théâtraux et commence sa vie comme acteur au Théâtre national palestinien de 2000 à 2005, après quoi il reçoit une bourse de la Fondation A. M. Qattan (en) pour terminer ses études en arts théâtraux et du spectacle à l'université de Barcelone. Plus tard, il étudie la réalisation cinématographique dans la même université. Il complète sa formation au Centre d’études cinématographiques de Catalogne (es).
Il joue dans de nombreux films palestiniens et étrangers, dont La Chasse aux fantômes, qui remporte le prix de la Berlinale du meilleur film documentaire en 2017. Il participe également à d'autres films, tels que Omar en 2013 et La pierre de Salomon en 2015, qu'il réalise également.
Dans ses films, il se concentre sur la description de la vie quotidienne des Palestiniens dans ses moindres détails et sur les souffrances qu'ils subissent à cause de l'occupation israélienne d'une manière à la fois comique et dramatique.
Il tient une place importante dans la diffusion à l'étranger de productions cinématographiques palestiniennes interdites en Israël.

## Filmographie
Sauf indication contraire, les informations mentionnées dans cette section peuvent être confirmées par les bases de données cinématographiques  présentes dans la section « Liens externes ».

### Acteur
- 2012 : L'Attentat
- 2013 : Omar
- 2013 : Palestine Stereo (en)
- 2013 : Girafada
- 2014 : Al Helm: Martin Luther King in Palestine
- 2015 : Amours, larcins et autres complications (en)
- 2015 : La Pierre de Salomon (court métrage)
- 2017 : Écrire sur la neige[4]
- 2017 : La Chasse aux fantômes
- 2019 : Another Point of View (court métrage)
- 2019 : La Última Ruta (court métrage)
- 2019 : Pour la cause
- 2020 : Le Traducteur
- 2025 : Once Upon a Time in Gaza d'Arab et Tarzan Nasser : Abou Sami

### Réalisateur
- 2002 : Mon visage est mort[5] (court métrage)
- 2014 : Sous le ciel[6]
- 2015 : La Pierre de Salomon[7] (court métrage)
- 2016 : Defying My Disability